# Micrassamula jumlensis
Micrassamula jumlensis is een hooiwagen uit de familie Assamiidae.